# Лідія Висоцька
Лі́дія Висо́цька (пол. Lidia Wysocka; нар. 24 червня 1916, Рогачов, ґміна Домброва-Зельона, Польща — пом. 2 січня 2006, Варшава, Польща) — польська акторка театру і кіно, співачка та театральний режисер.

## Біографія
Лідія Висоцька народилася 24 червня 1916 року в Рогачові, ґміна Домброва-Зельона, Польщі. У 1935 році дебютувала як акторка роллю Ганки у фільмі «Кохай тільки мене» (пол. Kochaj tylko mnie) режисерки Марти Фланц. У 1936 році закінчила Театральну академію у Варшаві. У 1936—1939 роки грала у варшавському Польському театрі у Варшаві.
Під час Другої світової війни залишалася в окупованій Варшаві, працювала офіціанткою. Була відправлена гестапо до в'язниці Павіак за відмову працювати на студії UFA в Третьому Рейху та як одна із заручників нацистської відплати за ліквідацію польського підпільного агента німецької розвідки актора Іґо Сима.
Після війни Лідія Висоцька була акторкою варшавських театрів — Драматичного, Театру мініатюр і Нового. У 1947—1949 роки виступала в Польському театрі в Щецині. У 1951-му Висоцька повернулася до Варшави. У 1951—1953 роках грала в театрі Буф. У 1956-му заснувала літературно-художнє кабаре «Wagabunda» і впродовж 12 років ним керувала. У 1960-70-х роках була акторкою театру «Сирена».

## Фільмографія (вибіркова)
| Рік  | Фільм                | Оригінальна назва     | Роль             |
| ---- | -------------------- | --------------------- | ---------------- |
| 1935 | Кохай тільки мене    | Kochaj tylko mnie     | Лідія Рельська   |
| 1936 | Папа одружується     | Papa sie zeni         | Лілі             |
| 1938 | Верес                | Wrzos                 | Дебська          |
| 1938 | Остання бригада      | Ostatnia brygada      | Марта            |
| 1938 | Геєна                | Gehenna               | Аня Тарловна     |
| 1939 | Доктор Мурек         | Doktór Murek          | Тунка Чабрановна |
| 1939 | Золота маска         | Zlota maska           | Магдалена Нечай  |
| 1955 | Ірена, додому!       | Irena do domu!        | Ірена Маєвська   |
| 1955 | Справа пілота Мареша | Sprawa pilota Maresza | Марі Ґодзинська  |
| 1956 | Нікодем Дизма        | Nikodem Dyzma         | лейтенант        |
| 1960 | Розставання          | Rozstanie             | Магдалена        |
| 1973 | Секрет               | Sekret                | Лена Нуркієвич   |
| 1974 | Зачарований двір     | Zaczarowane podwórko  | Анна Ягелонка    |
| 1982 | Самозахист           | W obronie wlasnej     | мати Марії       |